# 최인규 (1955년)
최인규(崔仁奎)는 대한민국 목사, 사회운동가, 정치인이다. 전북실업자지원종합센터 소장, 덕진지역자활센터 센터장, 한반도포럼 전북 공동대표, 노무현재단 전북위원회 초대 공동대표 등을 지냈다. 본관은 전주이다.
2015년 현재 국민의당의 당원이다.

## 생애

### 성장기
최인규는 1955년 익산 함열에서 9남매 중 막내로 태어났다. 67년 함열초등학교, 70년 남성중학교, 73년 남성고등학교를 졸업하였고, 1974년 전북대 기계공학과에 입학하였다.

### 학생운동
.

### 교회활동
1974년 대학 입학 후 전북대 기독학생회에 가입한 것을 시작으로 1983년 한국기독교장로회 전국청년연합회 상임총무를 지내는 등 청년기독교인으로 활동하였다. 1985년 한국기독교장로회 총회 선교교육원을 졸업한 뒤, 전주 팔복동 공단에 '전주일터교회'를 개척하였고 1987년 한국기독교장로회 전북노회 목사로 임직하였다.

### 노동운동
1990년대 고용실업대책전북도민운동 전북실업자종합지원센터 소장, 전라북도 자원봉사센터 소장, 전주시 민관실업대책위원회 공동위원장 등을 지냈다.

## 저서
- 《낮은 목소리 큰 울림》, 홍디자인, 2015.

## 경력
- 1977년 긴급조치9호 위반 구속 및 제적, 징역2년 선고
- 1980년 계엄포고령(5.18) 위반 구속, 징역 10월 선고
- 1995년 ~ 1996년 택시기사
- 2000년 전덕진지역자활센터 센터장
- 2002년 전북자원봉사센터 소장
- 2002년 ~2005년 전주 갈릴리교회 담임목사
- 2004년 (사)전북실업자종합지원센터 이사장
- 2011년 노무현재단 전북위원회 초대 공동대표
- 2012년 ~ 2014년 전북의제21추진협의회 상임의장
- 2014년 ~ 2015년 전주사회경제네트워크 공동대표
- 2015년 ~ 한반도평화와경제발전전략연구재단(김근태재단) 기획이사